# Tania Libertad canta a José Alfredo Jiménez
Canta a José Alfredo Jiménez es un álbum de la cantante méxico-peruana Tania Libertad lanzado en 1989 bajo el sello discográfico de Columbia Records, donde interpreta los más grandes éxitos del cantante mexicano José Alfredo Jiménez. Forma parte de la lista de los 100 discos que debes tener antes del fin del mundo, publicada en 2012 por Sony Music.

## Lista de canciones
1. Tu recuerdo y yo (Estoy en el rincón de una cantina)
2. Cuando sale la luna
3. Tú y las nubes
4. Camino viejo
5. Corazón, corazón
6. Un mundo raro
7. Ella
8. El jinete
9. Serenata huasteca
10. Pa'todo el año
11. Muñequita negra
12. Amanecí en tus brazos